# Draak (vlinder)
De draak (Harpyia milhauseri) is een nachtvlinder uit de familie van de tandvlinders (Notodontidae).
De wetenschappelijke naam van deze soort verwijst naar J.A. Milhauser die de soort in 1763 als eerste beschreef.

## Beschrijving
De draak heeft een voorvleugellengte van 21 tot 24 millimeter. De voorvleugels hebben een lichtgrijze basiskleur met donkergrijze tekening en een vaag zichtbare geelbruine band. Vooral de twee evenwijdige strepen langs de achterrand (in rust aan de bovenkant) en de zich daarvoor bevindende brede veeg vallen op. De achtervleugel is wit, met een donkergrijze vlek op de achterste hoek van de vleugel.

## Rups en pop
De draak gebruikt eik en in mindere mate beuk en berk als waardplanten. De rups is te vinden van juni tot augustus. De soort overwintert als pop in een cocon met stukjes bast, soms tegen te bast van de boom, soms in de strooisellaag.
De rups heeft een groene grondkleur met licht- en donkerbruine tekening, en doet wat denken aan een enigszins aangetast blad.

## Voorkomen
De draak komt verspreid over een groot deel van Europa voor.

### Voorkomen in Nederland en België
De draak is in Nederland een algemene soort van de zandgronden en de duinen en in België een niet zo algemene maar wijdverbreide soort. Hij vliegt van halverwege april tot en met juni in één jaarlijkse generatie. Er worden ook exemplaren gezien in augustus. Onduidelijk is of die behoren tot een uitgestelde eerste generatie of tot een partiële tweede generatie.